# هانس هولم
هانس هولم (سوئدی: Hannes Holm؛ زادهٔ ۲۶ نوامبر ۱۹۶۲) یک کارگردان فیلم، و فیلم‌نامه‌نویس اهل سوئد است.
از آثار وی می‌توان به فیلم مردی به نام اوه محصول سال ۲۰۱۵ کشور سوئد اشاره کرد.